# Maria Semczyszak
Maria Semczyszak-Haščaková (ur. 21 marca 1932 w Andrzejówce) – mistrzyni świata w saneczkarstwie lodowym z 1958.

## Życiorys
Po ukończeniu Technikum Ekonomicznego w Strzelcach Opolskich wróciła do Krynicy-Zdroju, gdzie mieszkała. Pracowała jako urzędniczka i trenowała w klubach KTH Krynica (do 1956) i Olsza Kraków (1957–1960).
Podczas Mistrzostw Świata w Krynicy w 1958 roku wywalczyła złoty medal i tytuł mistrzyni świata w konkurencji jedynek kobiet. Rok później zajęła 18. miejsce w kolejnych mistrzostwach świata.
Była mistrzynią Polski w dwójkach mieszanych (1954), dwójkach kobiet (1955) i jedynkach kobiet (1958).
Wyszła za mąż za Jana Haščaka i w 1962 roku wyjechała na pobyt stały do Czechosłowacji. Po zerwaniu ze sportem z przyczyn osobistych, skończyła studia pedagogiczne. Pracowała jako nauczycielka w szkole. Mieszka w Sabinovie (obecnie Słowacja).
Często odwiedza swoją rodzinną Krynicę-Zdrój.